# Tipacoque

Localização de Tipacoque no departamento de Boyacá.

Tipacoque é um município no departamento de Boyacá, na Colômbia.